# Делвеј (Северна Каролина)
Делвеј (енгл. Delway) насељено је место без административног статуса у америчкој савезној држави Северна Каролина.

## Демографија
По попису из 2010. године број становника је 203, што је 67 (-24,8%) становника мање него 2000. године.
| Група             | 2000.       | 2010.       |
| Белци             | 125 (46,3%) | 100 (49,3%) |
| Афроамериканци    | 57 (21,1%)  | 53 (26,1%)  |
| Азијати           | 0 (0,0%)    | 0 (0,0%)    |
| Хиспаноамериканци | 85 (31,5%)  | 50 (24,6%)  |
| Укупно            | 270         | 203         |